# Morioka Shigeru
Morioka Shigeru (sinh ngày 12 tháng 4 năm 1973) là một cầu thủ bóng đá người Nhật Bản.

## Đội tuyển bóng đá quốc gia Nhật Bản
Morioka Shigeru được triệu tập vào đội tuyển Nhật Bản tham dự Thế vận hội Mùa hè 1996.